# Rodrigo Tello
Rodrigo Álvaro Tello Valenzuela (Santiago, 1979. október 14. –) chilei válogatott labdarúgó.
A chilei válogatott tagjaként részt vett, a 2000. évi nyári olimpiai játékokon, a 2007-es Copa Américán, illetve a 2010-es világbajnokságon.

## Sikerei, díjai
Universidad de Chile
- Chilei bajnok (2): 1999, 2000

Sporting
- Portugál bajnok (1): 2001–02
- Portugál kupa (2): 2001–02, 2006–07
- UEFA-kupa döntős (1): 2004–05

Beşiktaş
- Török bajnok (1): 2008–09
- Török kupa (1): 2008–09

Chile
- Olimpiai bronzérmes (1): 2000